# Macaco-prego-dourado
O macaco-prego-dourado ou macaco-prego-galego (nome científico:Sapajus flavius) é uma espécie de macaco-prego, um macaco do Novo Mundo da família Cebidae e gênero Sapajus. Sua identidade e linhagem eram desconhecidas até 2005, quando um espécime foi descrito, e até considerado uma espécie nova, Cebus queirozi. De Oliveira & Langguth (2006) demonstraram que se tratava de Simia flavia, descrito por Johann Christian Daniel von Schreber, em 1774, e classificaram a espécie como Cebus flavius. O táxon foi incluído no gênero Sapajus em 2012.
Ocorre na costa nordeste do Brasil, do sul do Rio Grande do Norte até o nordeste de Pernambuco. É possível que ocorra em Alagoas, até as margens do rio São Francisco. Sua distribuição se estende pelo interior até a Caatinga, na Serra do Estreito. Entretanto, habita principalmente os pequenos fragmentos de floresta secundária da Mata Atlântica, mangues e até canaviais.

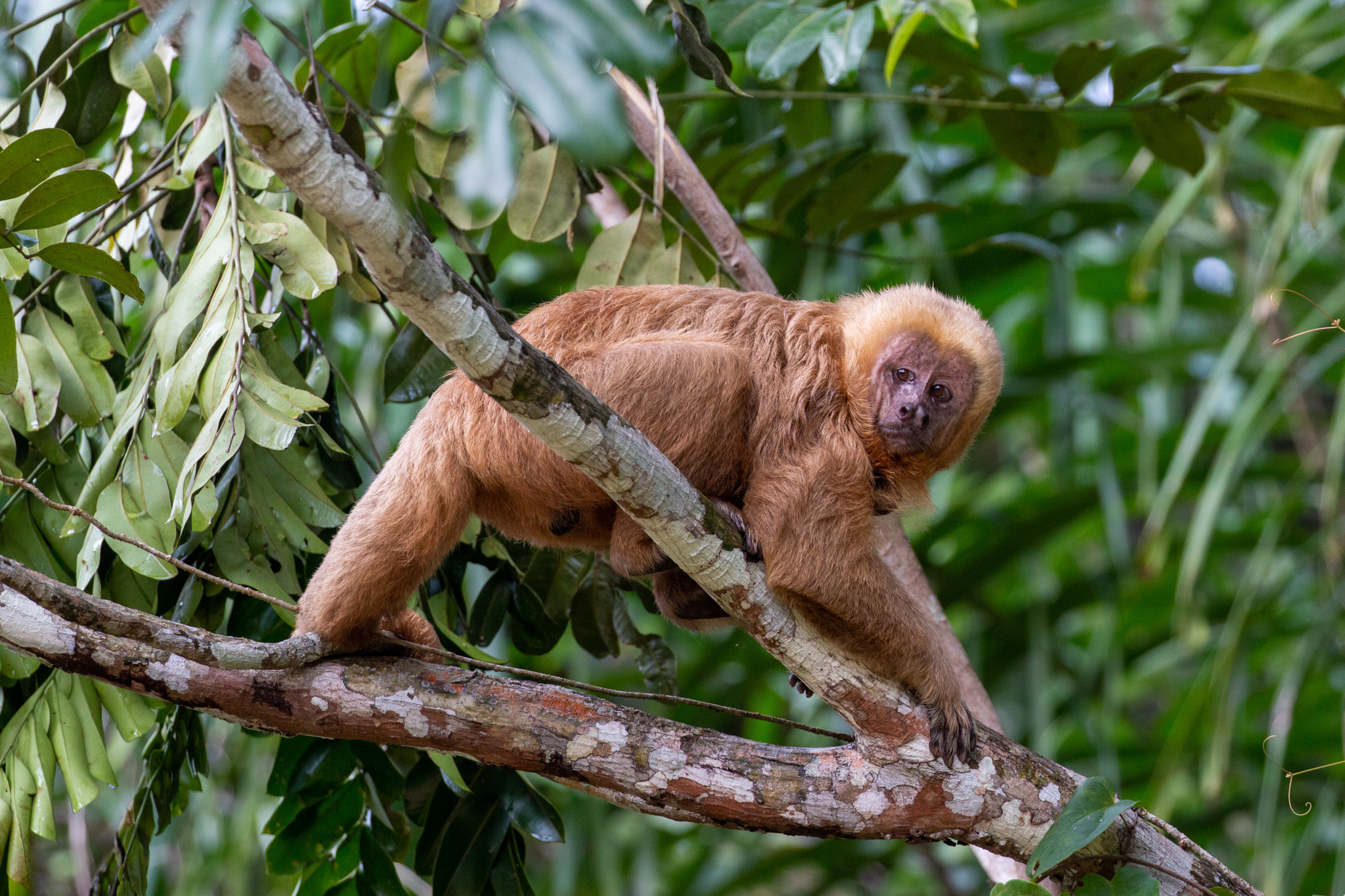
Macaco-prego-galego na RPPN Engenho Gargaú.

Possui entre 36,8 e 40 cm de comprimento, com a cauda tendo até 42 cm. Os machos pesam entre 2,9 e 3 kg, e as fêmeas entre 1,8 e 2,5 kg. A pelagem é uniformemente dourada, e as partes inferiores dos membros são mais escuras. Não possui topete aparente. Possui longos pelos no pescoço. As mãos e pés são pretos. A face é rosada e os olhos são marrons. Os grupos possuem entre 2 e 32 indivíduos, e vivem em sociedades de fissão-fusão. Se alimentam de frutos, folhas, insetos e pequenos vertebrados.
É classificado como "criticamente em perigo" pela IUCN, e já foi considerado um dos 25 primatas mais ameaçados do mundo, na lista de 2010 a 2012. Vive em área com longa história de colonização pelos europeus e de desmatamento e todo o habitat foi reduzido a pequenos fragmentos cercados por plantações de cana-de-açúcar e pastagens, o que representa menos 5% da cobertura original da Mata Atlântica. Até 2008, estimava-se uma população de 180 indivíduos, com 12 subpopulações. A inclusão das populações da Caatinga aumentou a estimativa para entre 1000 e 2000 indivíduos. Conhece-se populações da espécie em 26 fragmentos de floresta da Mata Atlântica, sendo 15, somente no estado da Paraíba. Ocorre em algumas unidades de conservação particulares como a RPPN Engenho Gargaú na Paraíba e a RPPN Mata Estrela no Rio Grande do Norte, e públicas, como a Área de Proteção Ambiental da Barra do Rio Mamanguape e a Estação Ecológica do Pau Brasil, ambas na Paraíba.